# Vivere in pace
Vivere in pace è un film del 1947 diretto da Luigi Zampa.

## Trama
(Voce narrante in apertura del film)
La tranquilla vita di campagna del borgo di Rocca Ripesena, frazione di Orvieto, scorre immutata, senza essere turbata dai fuochi della seconda guerra mondiale, di cui arrivano solo echi di lontani bombardamenti e gli unici segni visibili di quanto sta accadendo sono i minacciosi bandi diffusi dal segretario politico locale e la presenza di un singolo soldato tedesco, il bonario Hans, a presidiare la linea telefonica.
Tipico rappresentante di questa pacifica comunità è zio Tigna, contadino dai modi burberi ma di buon cuore che, nell'attesa rassegnata che presto o tardi vengano infine deposte le armi e si smetta di versare sangue inutilmente, si dedica con la massima cura ai suoi campi e alle sue bestie, insieme all'anziano padre, alla moglie Corinna e ai nipoti Silvia e Citto. Della famiglia fa parte a suo modo anche il giovane Franco, sfuggito all'arruolamento, che zio Tigna, malgrado i continui rimproveri, considera alla stregua d'un figlio.
La loro vita entra però direttamente in contatto con la guerra quando Silvia e Citto si imbattono nel bosco in due soldati americani fuggiti da un campo di prigionia tedesco. In un primo momento i ragazzini si limitano a procurare cibo e vestiti ai fuggiaschi, poi arrivano a nasconderli nel fienile, poiché uno dei due, il nero Joe, è ferito. Zio Tigna ben presto lo scopre ma, pur rischiando la fucilazione, offre loro riparo e cure, con l'aiuto del medico del paese, che si tiene in contatto con la Resistenza locale.
Una sera, la visita inaspettata di Hans costringe zio Tigna ad accogliere lo sgradito ospite, nonostante il pericolo che venga scoperta la presenza degli americani. Il tedesco approfitta dell'ospitalità, servendosi generosamente del vino che gli viene offerto e ritrovandosi presto ubriaco ma, nel contempo, anche Joe, nascosto in cantina, si serve con altrettanta abbondanza dalle botti e viene preso da un'incontrollabile ebbrezza che gli fa abbandonare il nascondiglio e irrompere in piena vista. Fra l'incredulità degli altri, i nemici Hans e Joe fraternizzano come nulla fosse e proseguono i loro rumorosi festeggiamenti in paese, fino a far credere a tutti, almeno per qualche momento, che la guerra sia finita.
L'indomani gli abitanti del villaggio fuggono sulle colline, temendo la rappresaglia tedesca, ma in realtà le truppe occupanti sono ormai in ritirata di fronte all'avanzata vittoriosa delle forze alleate. Restano in paese solo zio Tigna e Hans, che ha deciso di abbandonare la divisa per tornarsene a casa; il tedesco viene aiutato dal burbero zio Tigna, che gli offre un abito civile, e riconosce in lui il suo unico amico ma entrambi vengono uccisi dagli SS in fuga. Il contadino che tanto aveva aspirato alla fine del conflitto non sopravvive per godere del ritorno della pace insieme ai suoi cari.

## Distribuzione
La prima proiezione pubblica del film è avvenuta il 13 marzo 1947.

## Riconoscimenti
- 1947 - Nastro d'argento
  - Miglior soggetto
  - Migliore attrice non protagonista (Ave Ninchi)
- 1947 - Festival di Locarno
  - Premio per la sceneggiatura
- New York Film Critics Circle Awards
- 1947 - Miglior film straniero

Il National Board of Review of Motion Pictures l'ha inserito nella lista dei migliori dieci film del 1947.